# 緑壩・花季護航
緑壩・花季護航（リューパー・ホワチーフーハン、りょくは・かきごこう）は、中華人民共和国で開発されたコンテンツ・フィルタである。
緑壩や緑航と略す。緑壩の代わりに俗に「緑ba（绿ba）」や「緑bar（绿bar）」とも書く。日本では漢字制限により「緑バ」とも書く。繁体字圏や日本では簡繁変換の誤りから「緑垻（綠垻）」と書くこともある。英語名はグリーン・ダム・ユース・エスコート (Green Dam Youth Escort) で、中国語名のほぼ直訳である。

## 義務化
中華人民共和国工業情報化部（工業情報省）は2008年1月ごろからコンテンツ・フィルタ開発の検討を始め、2008年5月には北京市の「大正語言知識処理研究院」および鄭州市の「金恵計算機系統工程有限公司」の二社に開発が委託された。
工業情報省は2009年5月19日、同年7月1日から、中華人民共和国国内で販売されるパソコン（輸入品を含む）には緑壩をプリインストールすることを義務付けることを発表した。ただし、義務付けられるのは新たに販売されるパソコンだけで、既存のパソコンへのインストールは任意である。アンインストールするのも自由であるとされている。
公式見解では、政治的な意図はなく、青少年を性的なコンテンツから守ることが目的であるとされている。ソフトの名称も、その見解を反映している。

## 反発と延期
しかしこうしたフィルタの強制導入には中国のネット社会では強い反発が起こり、国家がPC利用を監視することへの懸念が広がった。またフィルタ自体も、アメリカなどで販売されている既存のフィルタソフトからの流用が指摘されたり、コンテンツを見分ける能力の低さが指摘されたりするなど完成度が低く、その割に、開発にあたった二社に対して、入札などの公正な業者選定がないまま高額な開発資金が投じられたことも問題となった。ソフトを流用されたアメリカ企業も、「緑壩・花季護航」の開発企業へ巨額の賠償を求める訴訟を起こした。
導入前日である2009年6月30日の遅くになり、工業情報省は新しく販売されるPCへの「緑壩・花季護航」の搭載義務措置を無期限延期とすることを発表した。当局は準備不足などを認めたものの、言論の自由を侵す意図や、開発に際しての不透明な取引の有無については否定した。
結局、「緑壩・花季護航」の導入を行ったのは学校やネットカフェなど中国のネット利用者の一部にとどまった。また、1年後の2010年7月には政府からの資金を打ち切られた運営会社二社が苦境に陥り、ソフトウェアの今後の開発や運営自体が停止する危機にあることも明らかになっている。